# فيروس مضخم للخلايا
الفيروس المضخم للخلايا هو جنس فيروسي ينتمي لمجموعة الفيروسات الهربسية (الحلأ). يتوزع وجوده في كافة المناطق الجغرافية ويصيب جميع الفئات العمرية. يمكن للأمراض التي يسببها أن تكون قاتلة. كما يتضح من الاسم فإن الفيروس يقوم بتضخيم الخلية المصابة مما يعطيها شكلها المميز. يتكاثر الفيروس ببطء داخل الخلية مسببا انتفاخها وظهور أجسام ضمنية داخل نواة الخلية المصابة.

عادةً ما لا يتم ملاحظة عدوى الفيروس المضخم للخلايا لدى الأشخاص الأصحاء، ولكنها قد تكون مهددة للحياة بالنسبة للأشخاص الذين يعانون من ضعف المناعة، مثل المصابون بفيروس نقص المناعة البشرية، أو المرضى الذين خضعوا لعملية زراعة الأعضاء، أو حديثي الولادة. فيعد الجانسيكلوفير دواء فعال مضاد للفيروسات، ويُعطى عن طريق الفم لعلاج هذه العدوى.

## الفسيولوجيا المرضية
معظم حالات الإصابة بالفيروس المضخم للخلايا غير واضحة (لا تظهر أعراض مرضية) ويمكنها البقاء داخل الجسم المصاب لفترات طويلة. في معظم الحالات يصاب الأصحاء بالفيروس بعد الولادة ولا تبدو عليهم أية أعراض. يتم طرح الفيروس بشكل مستمر عبر اللعاب والبول ومعظم السوائل الجسدية، كما ينتقل الفيروس من الأم إلى الجنين عبر المشيمة مسببا إنتانات خلقية. غالبا ما تظهر أعراض المرض عند ضعاف المناعة وكبار السن.

### أمراض مرتبطة بالفيروس
- بعض المصابين تبدو عليهم إشارات داء وحيدات النواة الخمجي، عادة ما ينتج داء وحيدات النواة الخمجي عن الإصابة بفيروس إيشتاين بار ولكن بعض الحالات اللانموذجية يسببها الفيروس المضخم للخلايا. تتمثل أعراض داء وحيدات النواة الخمجي بالحمى والتهاب الحلق والتهاب الكبد.
- يؤدي انتقال الفيروس المضخم للخلايا من الأم إلى الجنين عبر المشيمة حدوث إنتانات خلقية تنتهي في كثير من الحالات لتشوه الجنين ووفاته بعد الولادة. بعض الخدج يبقون على قيد الحياة ولكن بعاهات وتشوهات خطيرة. إن الفيروس المضخم للخلايا هو حاليا المسبب الأول للطرش (صمم) الولادي.
- كما يلعب الفيروس المضخم للخلايا دورا هاما في التسبب بالإنتانات اللاحقة لنقل الدم والإنتانات اللاحقة لنقل الأعضاء. يشاهد هذا النوع من الإصابة لدى الأشخاص الذين لم يتعرضوا قبلا لهذا الفيروس والذين يعانون من ضعف في المناعة الجسدية.

## انتقال الفيروس
يتم انتقال الفيروس من شخص إلى آخر عبر الاتصال المباشر وعبر السوائل الجسدية (انتقال الفيروس وليس المرض). من ناحية أخرى فإن أكثر طرق انتقال الأمراض التي يسببها الفيروس المضخم للخلايا شيوعاً هي:
1. عبر الجماع.
2. عبر المشيمة من الأم إلى الجنين.
3. من خلال نقل الدم أو نقل الأعضاء.

## تشخيص الإصابة
إن التشخيص السريري في أغلب الأحيان شديد الصعوبة وذلك لغياب الأعراض المرضية. يتم الكشف عن وجود الفيروس عبر الوسائل التالية:
1. التحقق من وجود المولدات المضادة للفيروس في الدم.
2. أخذ خزعة (عينة) من الخلايا المصابة ومشاهدة الخلايا الكبيرة ذات أجسام ضمنية داخل النواة.
3. التحقق من وجود الدنا الخاص بالفيروس أصبح ممكناً.

يمكن كشف الفيروس المضخّم من عينات يتم الحصول عليها من البول ومسحات الحلق وغسيل الشعب الهوائية وعينات الأنسجة للكشف عن العدوى النشطة. كما تتوفر أيضًا اختبارات تفاعل البوليميراز المتسلسل (PCR) النوعية والكمية للفيروس مما يتيح للأطباء مراقبة الحمل الفيروسي لدى الأشخاص المصابين بالفيروس المضخّم للخلايا.

### التشخيص التفريقي
يعتمد التشخيص التفريقي لعدوى الفيروس المضخّم للخلايا البشرية على فيروس نقص المناعة البشرية، والتهاب الكبد الفيروسي، وفيروس إبشتاين بار، والتهاب الغدة النكفية المعدي.

## العلاج
يوجد عدد من الأدوية الفعالة ضد الفيروس مثل قانسيكلوفير (بالإنجليزية: Ganciclovir) ، فال قانسيكلوفير (بالإنجليزية: Valganciclovir) ، فوسكارنت (بالإنجليزية: Foscarnet) . ويستخدم علاج سايتوغام (فيروس مضخم للخلايا) لما له من تأثير وقائي على المرضى المعرضين للإصابة. عقار سايتوغام هو عبارة عن أجسام مضادة للفيروس المضخم للخلايا يعطى عن طريق الحقن في الوريد للمرضى المعرضين للإصابة كحالات زرع الكلية والضعف المناعي والمصابين بالإيدز.
يعد الغانسيكلوفير العلاج الأساسي للأشخاص الذين يعانون من ضعف المناعة والذين يعانون من أمراض تهدد حياتهم. أما الجانسيكلوفير فهو دواء مضاد للفيروسات فعال أيضًا ويتم إعطاؤه عن طريق الفم، وهو دواء تمهيدي يتحول إلى غانسيكلوفير في الجسم، ولكن يتم امتصاصه عن طريق الفم بشكل أفضل بكثير من الغانسيكلوفير. ومع ذلك، فإن فعالية العلاج تتأثر غالباً بظهور طفرات فيروسية مقاومة للأدوية .

## عرض تقديمي
تصنف الأعراض الناتجة عن عدوى فيروس هربس النوع 5 إلى ثلاثة أعراض شائعة وهي: الحمى، التي تبلغ شدتها في أواخر ساعات النهار أو أوائل المساء، والتهاب الحلق، والذي يكون عادة مصحوبا بإفرازات، وتضخم العقد اللمفاوية بشكل متماثل.

## المضاعفات
رغم أنها نادرة الحدوث، فإن المضاعفات التي قد تحدث للفرد المصاب هي: الالتهاب الرئوي وفقر الدم الانحلالي والتهاب الكبد والتهاب الشبكية .

## عامل الخطر الأول
تسبب عدوى الفيروس المضخّم للخلايا أو إعادة تنشيطه لدى الأشخاص الذين يعانون من ضعف في جهاز المناعة المرض وتزيد من احتمالية الوفاة. ومن بين الأمراض المحددة التي تم التعرف عليها لدى هؤلاء الأشخاص: التهاب الكبد الفيروسي المضخّم للخلايا، والذي قد يسبب فشل الكبد المفاجئ والتهاب الشبكية الفيروسي المضخم للخلايا وهو التهاب الشبكية، والتهاب القولون الفيروسي المضخم للخلايا وهو التهاب الأمعاء الغليظة.

## عامل الخطر الثاني
يعد الفيروس المضخّم للخلايا من أحد الأمراض التي تنتقل عموديا والتي تؤدي إلى تشوهات خلقية. تحدث عدوى الفيروس المضخم للخلايا الخلقية عندما تصاب الأم بالعدوى أثناء الحمل. يصاب عدد قليل منهم بإعاقات متعددة، ويصابون بمرض التضمين المضخم للخلايا مع علامات غير محددة تشبه الحصبة الألمانية؛ ويصاب آخرون لاحقًا بتكلس دماغي.

## طريقة انتقال العدوى
إن طريقة انتقال الفيروس المضخّم للخلايا من شخص إلى آخر غير معروفة، ولكن من المفترض أنها تنتقل عبر سوائل الجسم، بما في ذلك اللعاب والبول والدم والدموع . ينتقل فيروس تضخّم الخلايا عادة عن طريق التقبيل والاتصال الجنسي. كما يمكن أن ينتقل أيضًا من الأم المصابة إلى طفلها في الرحم.

## الآلية
بعد العدوى الأولية (التي غالباً ما تكون بدون أعراض)، يظل الفيروس المضخم للخلايا (CMV) كامناً مدى الحياة داخل الخلايا الليمفاوية، حيث يدخل في حالة كمون دون التسبب في ضرر مرئي أو أعراض سريرية. ومع ذلك، يمكن أن يصبح الفيروس نشطاً ويسبب المرض في حالات ضعف المناعة الناتجة عن عوامل مثل الأدوية المثبطة للمناعة، العدوى الثانوية، أو التقدم في العمر. .

## مقاومة مضادات الفيروسات
يعتبر البروتينان pUL97 (الكيناز الفيروسي) و pUL54 (البوليميراز) من الفيروس المضّخم للخلايا العاملان الرئيسيان في مقاومة الأدوية المضادة للفيروسات. يمكن أن تؤدي الطفرات المحددة في pUL97 إلى انخفاض نشاط الفسفرة لهذا البروتين الكيناز الفيروسي. مما يقلل إنتاج الأشكال أحادية الفسفرة النشطة من دواء GCV (غانسيغلوفير) ، وبالتالي ظهور مقاومة للعلاج GCV. حيث تسبب هذه الطفرات نحو 90% من حالات مقاومة العلاج GCV.

## تاريخ اكتشاف الفيروسي
أول من اكتشف الفيروس المضخّم للخلايا كان العالم الألماني هوقو ريبرت عام 1881، حيث لاحظ وجود خلايا متضخمة ذات أنوية متضخمة في خلايا الرضع.

## البحث
في سياق البحث والتطوير، يعد لقاح CMV-MVA Triplex ولقاح الببتيد CMVpp65-A0201 من أبرز اللقاحات المرشحة لمكافحة الفيروس المضخّم للخلايا، حيث تشرف المدينة الطبية الوطنية "مدينة الأمل"على تطويرهما. بدأت هذه اللقاحات مرحلة التجارب السريرية الثانية اعتباراً من عام 2016. واستمر البحث النشط حولها منذ عام 202 دون التوصل إلى لقاح مرخص حتى الآن، على الرغم من وجود العديد من المرشحين

## وصلات خارجية
- - فيروس مضخم للخلايا
- - دراسة متعددة التقنيات لحركية فيروس المضخم للخلايا في الأشخاص ذوي الكفاءة المناعية وذوي النقص المناعي
- - أنواع العدوى الفيروسية الشائعة
- CDC information on cytomegalovirus
- CMV Seronegative vs. Leucodepleted blood components for at risk recipients.
- [ttp://www.aabb.org/Content/About_Blood/Facts_About_Blood_and_Blood_Banking/fabloodtrans.htm#6 Cytomegalovirus (CMV)]
- Learn about CMV prophylaxis and high risk transplants at Cytogam.com